# DART (探査機)
DART（Double Asteroid Redirection Test、ダート）はアメリカ航空宇宙局（NASA）が実施した世界で初めて小惑星の軌道変更を実証したプラネタリーディフェンスミッション、およびその探査機の名前である。

## 概要
現在までの天体観測によって、将来的に地球に衝突する可能性のある軌道を周回する潜在的に危険な小惑星の存在が多数報告されている。そういった天体が実際に地球へ衝突した場合には地球規模の災害が発生すると指摘されており、早期の発見と被害を回避する手法の検討はプラネタリーディフェンスとして世界的に関心を集め議論されている。DARTミッションでは探査機を小惑星に対して高速で衝突させる方法で小惑星の軌道を人為的に変更可能であることの実証を目的としている。
探査機DARTは2021年11月24日6:21（UTC）に打上げられ、ターゲットである二重小惑星の主星ディディモス・衛星ディモルフォスへ向けて航行、2022年9月26日23時14分 (UTC)に予定通り衛星ディモルフォスへの衝突に成功した。これにより衛星ディモルフォスの公転周期は本来11時間55分だったものが33.24分短くなった。
DART計画の成功要件「Level 1 requirements」の5項目全てを達成した。

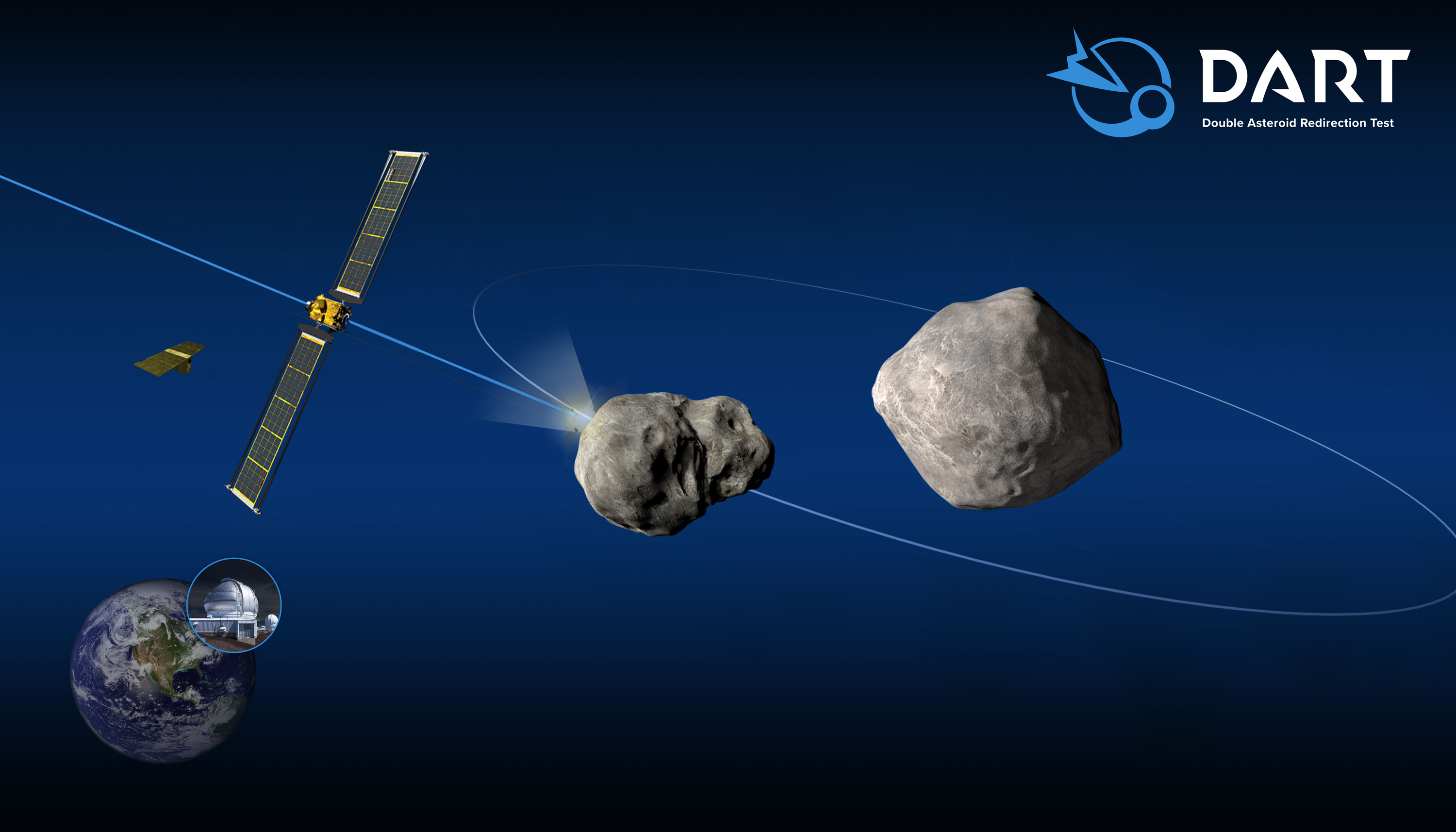
衝突実験のイメージ

## 計画

### 計画の開始

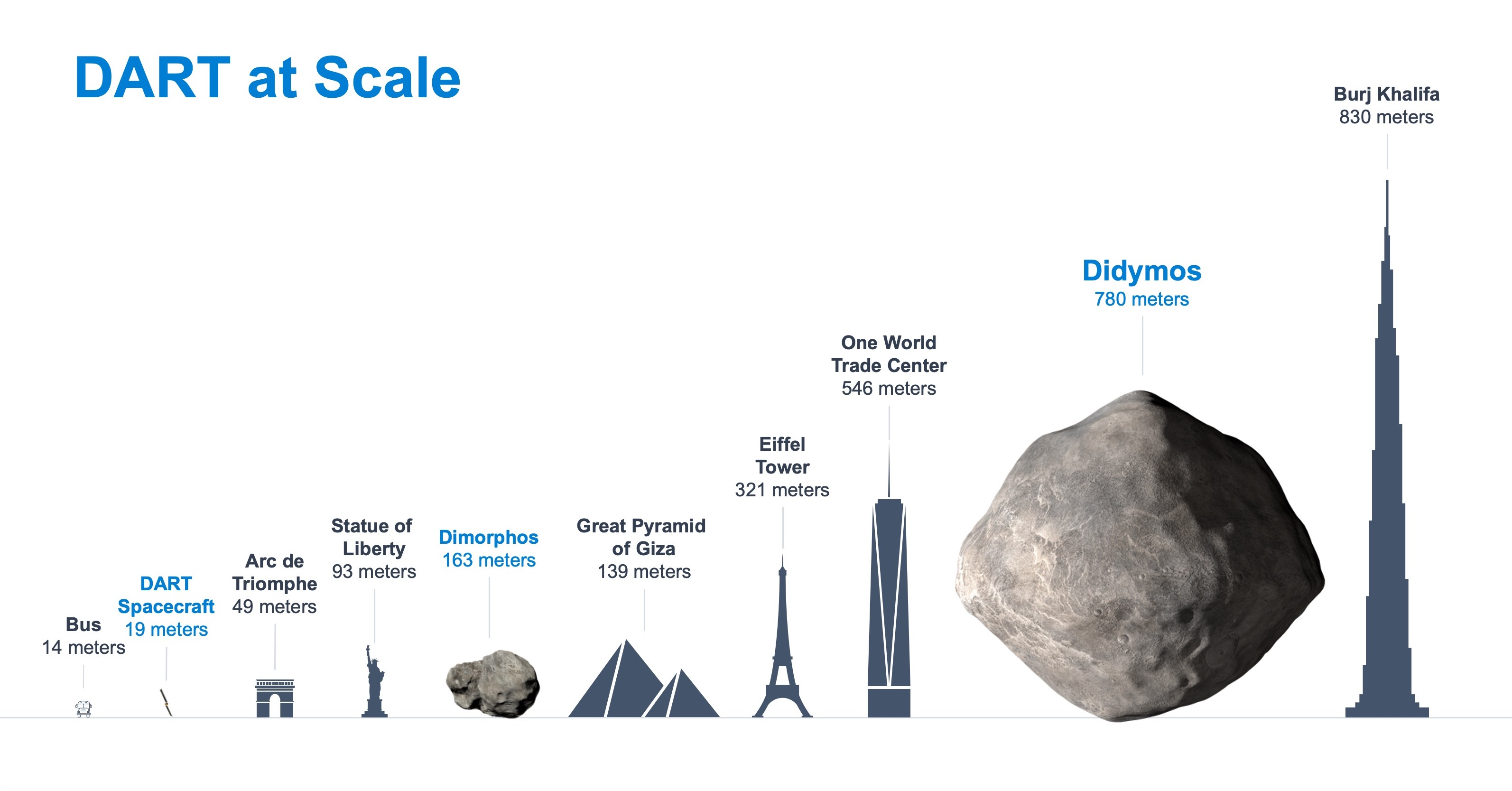
DARTと人工建造物、ディディモス・ディモルフォスの大きさの比較

地球に衝突し重大な災害を生じる可能性がある地球近傍天体は、その大きさが140 m以上のものに限っても2万5000個が存在すると推定されており、NASAは2016年にPDCO（Planetary Defense Coordination Office、地球防衛調整局）を新設し、小惑星の検出と脅威評価およびその対策の検討に当たっている。現在そのプログラムの1つとして進められているDARTは、宇宙機を小惑星に衝突させてその軌道変更が可能であることを実証する史上初のミッションである。NASAの支援を受けたJHUAPL（ジョンズ・ホプキンズ大学応用物理研究所）によって設計と製造が行われており、2018年8月にNASAの承認を得て最終設計と組立段階に移行した。本ミッション総費用は3億3000万ドルである。

### 目標天体
ギリシャ語で「双子」を意味するディディモスは直径780メートルの主星ディディモスと1.18 kmの距離を置いてそれを周回する直径170 mの衛星ディモルフォス（ディモーフォスとも、初期には非公式にディディムーン、Dydymoonとも呼ばれた）からなる。衝突実験を行うディモルフォスは、当初はディディモスBと呼ばれていたが、DART計画に関わるアリストテレス大学の研究者が提案した「2つの形態」を意味するディモルフォスに変更された。衝突実験により軌道が変化し、2つの形態を見せることとなるという意味が込められている。

## 運用

DARTの軌道
DART
(65803) ディディモス
地球
太陽
2001 CB_{21}
(3361) オルフェウス

2021年11月24日にSpaceXのファルコン9によって打上げられた。
DARTはASI（イタリア宇宙機関）の提供による小型の宇宙機LICIACubeを搭載しており、DART本体の小惑星衝突前にこれを分離してディモルフォスに衝突クレーターが生成される瞬間の撮影に使用する。
衝突の2か月前に距離3200万キロメートルから主星ディディモスを搭載カメラに捉えたDARTは軌道修正を行い、衝突の15日前に2台の小型カメラを搭載したLICIACubeを分離、さらに衝突の数時間前には自律誘導に切り替えた。

### 衝突
DARTはディモルフォスを標的とした自律誘導を行い、2022年9月26日23時14分24秒（UTC）に相対速度6.1km/s、質量579kg、角度17°以下で衝突に成功。衝突時点で地球とのディディモスの距離は1100万キロメートルで、衝突実験の結果は今後地球上の望遠鏡から観測と分析が進められる。
DARTの質量600キログラムの衝突によってディモルフォスの公転周期は11時間50分から約10分短縮されると見積もられており、NASAでは73秒以上の短縮を成功要件としている。また衝突によってディモルフォスには直径20メートルのクレーターが生成されたと推定されている。
10月11日実験結果を発表した。地球上の望遠鏡での観測により、衝突前の公転周期11時間55分であったが衝突後軌道が変わり11時間23分となり32分短くなった。実験前1分13秒以上短くなれば成功と判断していたが、その値を25倍以上公転周期を短縮し実験は成功とされた。

### 効果
DARTの衝突によってディモルフォスの運動がどの程度影響を受けたのか、DARTの運動エネルギーがそのまま吸収され噴出物も全くない非弾性衝突の場合の効率をβ=1として、その何倍の影響があったのか効率βを評価指標としている。公転周期の変化は地球からの観測で判明しているが、ディモルフォスの正確な密度が不明であるためβの値は2.4から4.9の範囲にある試算されており、推定される密度の中央値と仮定するとβ=3.6、すなわちDARTの運動エネルギーの3.6倍の効果をディモルフォスに与えたと考えられている。DARTによるクレーター、ディモルフォスの質量・岩石組成等は続いて2026年末以降に接近する探査機Heraにより詳細に探査される計画である。

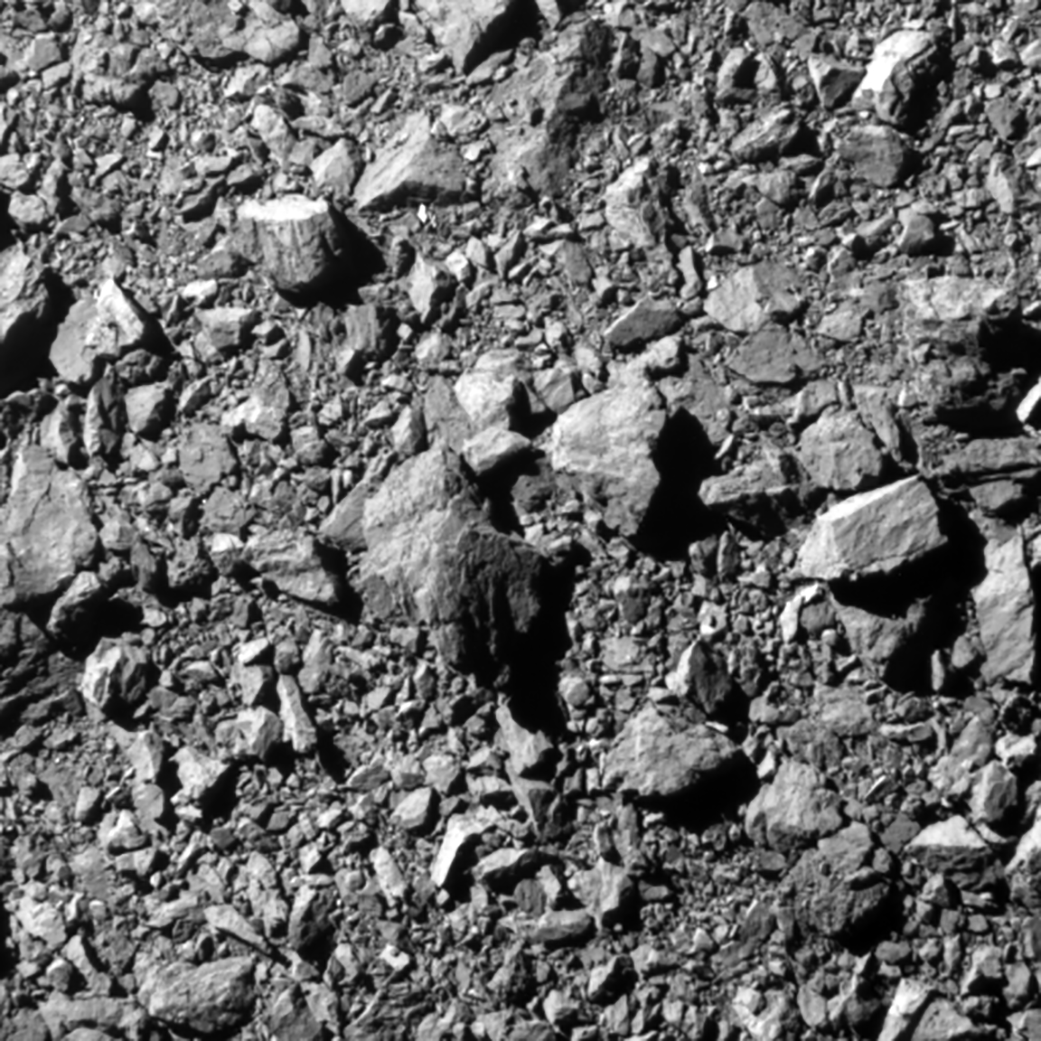
衝突する直前に撮影されたディモルフォスの表面
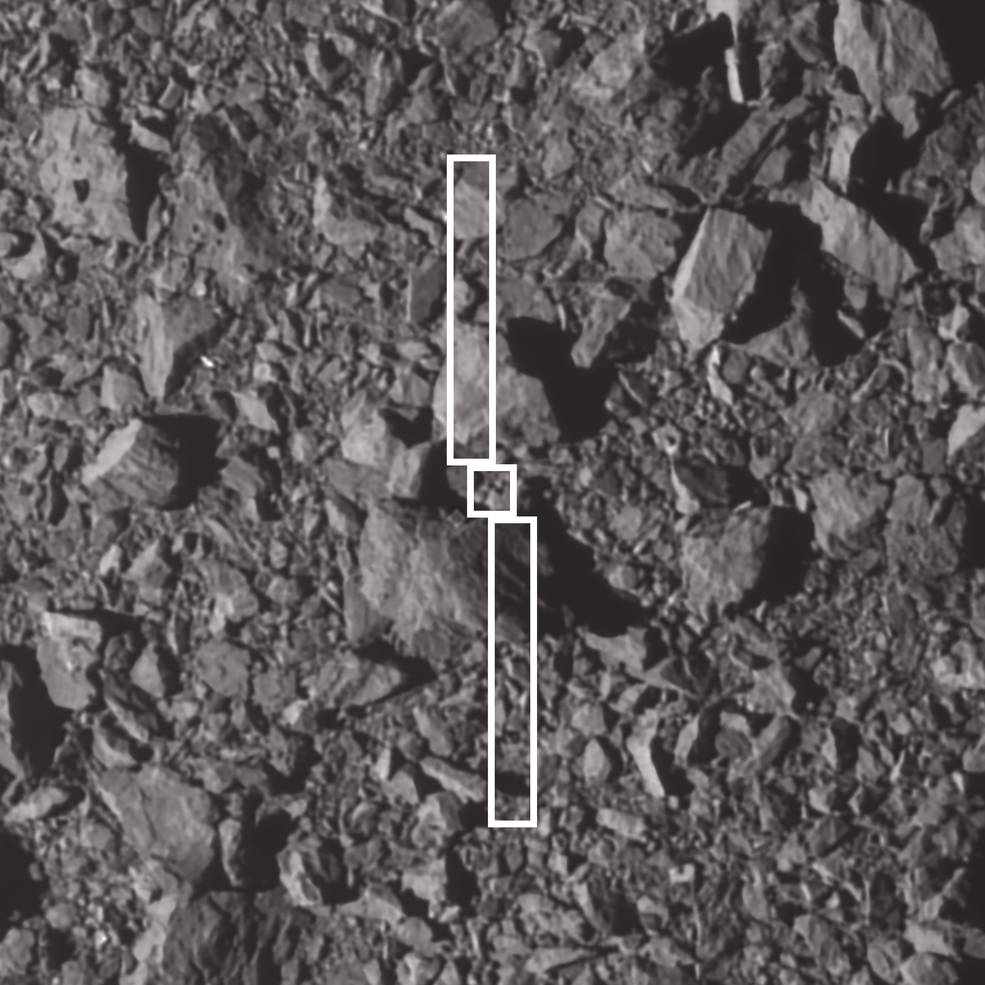
ディモルフォス表面に衝突したDARTの機体外形（白枠）を投影した画像
衝突までにDARTが撮影した連続写真
南アフリカの望遠鏡で観測した衝突
DART衝突前後のディモルフォス（黄）の軌道変化

## 搭載装置

### 推進系
主系のスラスタ12基によるヒドラジン推進システムと、キセノンを使用したイオン推進システムのNEXT-Cエンジン（NASA's Evolutionary Xenon Thruster Commercial）を搭載している。

### カメラ
ニュー・ホライズンズのカメラ（LORRI）を発展させた高解像度カメラDRACO（Didymos Reconnaissance and Asteroid Camera for Optical navigation）を搭載し、ディディモス・ディモルフォスを観測するだけではなく航法誘導のためにも使用される。一般に探査機には各種科学観測装置を搭載することが多いが、DARTにはDRACO以外の科学観測装置を搭載していない。有意に観測できる距離に達してから衝突して機能停止までの時間が短いことに加え、取得したデータの伝送帯域が十分確保できないためと考えられる。
- 口径：208㎜
- 絞り：12.6
- 観測波長：400 - 1000nm
- 視野角：0.29°
- 解像度：2560×2160
- 分解能：距離300kmで1.0m、150kmで0.5m、30kmで0.1m
- イメージセンサ：CMOS

### 発電系
太陽光発電パネルとして柔軟で巻くことができるROSA（Roll-Out Solar Array）が搭載されており、ROSAは従来の折り畳み式のパネルよりも小型軽量な特徴を持つ。この技術は国際宇宙ステーションで2017年と2021年に試験されている。最大4kW発電する。

### 通信系
- Xバンド通信機器[8][3]
  - HGA（ハイゲインアンテナ）：RLSA（Radial Line Slot Array）
    - ±25°の1軸ジンバルを有する
    - ダウンリンク：3Mbps
    - 計画されたダウンリンクと衝突フェーズで使用される
    - 太陽探査機パーカー・ソーラー・プローブに搭載された無線機の再設計品

  - LGA（ロウゲインアンテナ）
    - 2基搭載し、ほとんど全天球をカバーする
- 地球局：ディープスペースネットワーク（DSN）

## LICIACube

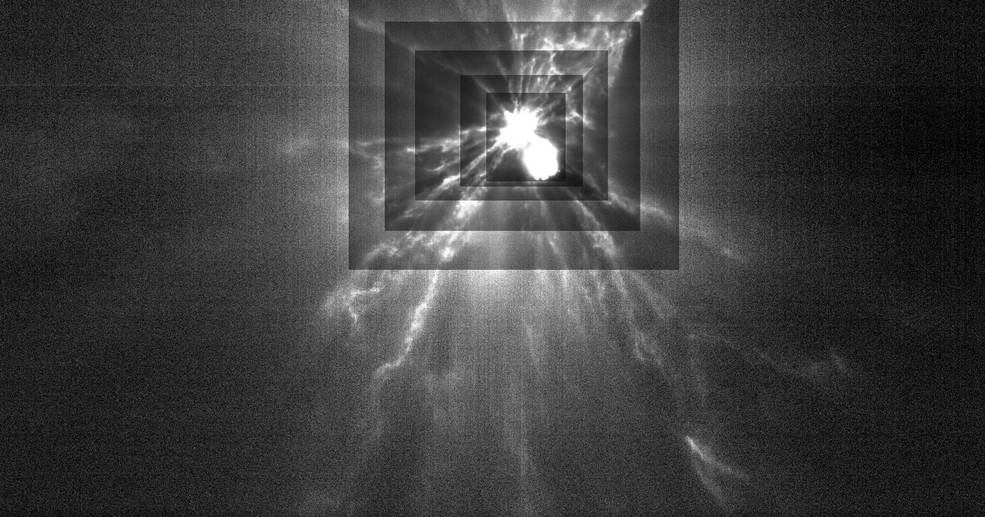
LICIACubeが撮影したDART衝突後のイジェクタの様子。異なるコントラストレベルの画像を合成したもの

DARTはイタリア宇宙機関（ASI）が開発した6U+のキューブサットLICIACube（Light Italian CubeSat for Imaging of Asteroid）を搭載し、DARTの衝突15日前の2022年9月11日23:14(UTC)に放出。DARTから遅れて168秒後に58km以内に最接近するように自力で推進し軌道変更して、DARTの衝突やそのイジェクタプルーム（噴出物）、クレータ等の様子を衝突から320秒後まで撮影し地球に伝送する。LICIACubeは2022年11月に打ち上げられたアルテミス1号に搭載されたArgoMoonと基本設計が共通である。

### 搭載装置
搭載する2台のカメラの名前は映画スターウォーズに登場する兄妹ルークとレイアと同じ綴りである。
- 観測カメラ[19][20][21]
  - LEIA（LICIACube Explorer Imaging for Asteroid）
    - 反射型パンクロマチックCMOSセンサ
    - 観測波長：650nm±250nm
    - レンズ径：79mm
    - 視野角：±2.06°
    - 合焦距離：25km - 無限遠
    - 解像度：2048×2048（512×512にスケール処理される）、16bit
    - 分解能：55.2kmで1.38m
    - 露出時間：1/10,000s - 30s

  - LUKE（LUCIACube Unit Key Explorer）
    - RGBベイヤーフィルター
    - 視野角：±5°
    - 合焦距離：400m - 無限遠
    - 解像度：2048×1088、8bit
    - 分解能：55.2kmで4.31m
- 通信機器
  - Xバンド対地球通信
  - ダウンリンク速度：256kbps[18]
- 推進系
  - コールドガス推進システム

## AIDA計画

DARTの影響を観測する世界各地の望遠鏡

国際協力の枠組みとしては、DARTは2011年に開始されたNASAとESA（ヨーロッパ宇宙機関）の共同計画AIDA（Asteroid Impact and Deflection Assessment）を構成する2基の宇宙機の1基である。NASAのDARTが2022年にディモルフォスへの衝突実験を行った後、2023年に打ち上げるESAの探査機Heraが2026年にディディモスへ到着し、DARTの衝突クレーターを詳細に観測する計画となっている。当初はESAが担当する大型の探査機AIMが先行して打ち上げられ、NASAの担当する衝突実験を小惑星周回軌道から観測する構想であったが、その後AIMはキャンセルされ、衝突実験の観測は地上の望遠鏡を使用して行われることとなった。